# تب (فیلم ۲۰۱۴)
«تب» (آلمانی: Fieber) فیلمی در ژانر درام است که در سال ۲۰۱۴ منتشر شد. از بازیگران آن می‌توان به مارتین وتکه اشاره کرد.